# Oresbius excelsus
Oresbius excelsus är en stekelart som först beskrevs av Johann Ludwig Christian Gravenhorst 1829.  Oresbius excelsus ingår i släktet Oresbius och familjen brokparasitsteklar. Inga underarter finns listade i Catalogue of Life.